# Kent Steffes
Kent Steffes (Ann Arbor, 23 de junio de 1968) es un deportista estadounidense que compitió en voleibol, en la modalidad de playa.
Participó en los Juegos Olímpicos de Atlanta 1996, obteniendo la medalla de oro en el torneo masculino (haciendo pareja con Karch Kiraly). Ganó una medalla de bronce en el Campeonato Mundial de Vóley Playa de 1997.

## Palmarés internacional
| Juegos Olímpicos   | Juegos Olímpicos             | Juegos Olímpicos  | Juegos Olímpicos |
| Año                | Lugar                        | Medalla           | Pareja           |
| ------------------ | ---------------------------- | ----------------- | ---------------- |
| 1996               | Atlanta (Estados Unidos)     | Medalla de oro    | Karch Kiraly     |
| Campeonato Mundial |                              |                   |                  |
| Año                | Lugar                        | Medalla           | Pareja           |
| 1997               | Los Ángeles (Estados Unidos) | Medalla de bronce | Dain Blanton     |